# Тоомре, Алар
Алар Тоомре (эст. Alar Toomre; род. 5 февраля 1937, Раквере, Эстония) — американский астрофизик и математик эстонского происхождения.  
Член Национальной академии наук США (1983) и АН Эстонии, а также Американского философского общества (2016), доктор, профессор Массачусетского технологического института. Исследования лежат главным образом в области динамики галактик.

## Биография
В 1944 году семья Тоомре была вынуждена переехать в Германию, где их застало окончание Второй мировой войны. В 1949 году они иммигрировали в США. Тоомре окончил Массачусетский технологический институт (бакалавр, 1957), после чего как стипендиат Маршалла поступил в Манчестерский университет, где получил степень кандидата наук по гидрогазодинамике.
Затем он вернулся в Массачусетс в технологический университет и преподавал там на протяжении двух лет. После года, проведённого в Принстонском университете, вновь вернулся в МТИ. В 1965 году стал там доцентом математики, в 1970 году — профессором, ныне профессор прикладной математики.

## Научная деятельность
В 1964 году Тоомре ввёл критерий местной гравитационной устойчивости для дифференциально вращающихся галактик. Для измерения критерия стабильности Тоомре обычно используется параметр Q. Данный параметр Q отвечает за относительную значимость интенсивности вихря и дисперсию внутренней скорости (чем выше показатели — тем стабильнее система) по отношению к плотности галактического диска (чем выше показатели — тем менее стабильна система). Данный параметр разработан так, что при Q<1 система нестабильна.
Совместно с учёным Питером Голдрайхом Тоомре в 1969 году исследовал феномен движения полюсов.
В 1970-х гг Тоомре вместе со своим братом Йури провёл первые компьютерные симуляции слияния галактик. Несмотря на ряд трудностей при проведении опытов, во время которых имитировалось столкновение галактик, братья Тоомре смогли обнаружить так называемые приливные хвосты, подобные тем, что наблюдались у объектов NGC 4038 и NGC 4676. Йури и Алар Тоомре предприняли попытку воспроизвести процессы, протекавшие при образовании обоих объектов (слияние двух галактик) в ходе своих симуляций, и именно результаты прогонов с NGC 4038 дали наиболее удовлетворительные результаты. В 1977 году Тоомре предположил, что эллиптические галактики являются следствием слияния спиральных галактик. Своё предположение Тоомре подкрепил, прибегнув к закону Хаббла.
Исходя из результатов своих исследований Тоомре разработали так называемую «иерархическую» модель, которая потом получила название Последовательность Тоомре. Согласно данной модели, сначала сталкиваются две спиральные галактики, после чего в процессе их слияния образуются крупные эллиптические галактики.

## Награды и почести
В 1993 году Алар Тоомре был удостоен премии Дирка Брауэра «за выдающийся вклад в области динамической астрономии».
В 1984 году Тоомре был удостоен стипендии Макартура, которая подразумевает получение специального гранта в размере 230000 американских долларов.
В 2014 году отмечен Magellanic Premium Американского философского общества.
Член Американской академии искусств и наук.